# 요코하마 베이브리지

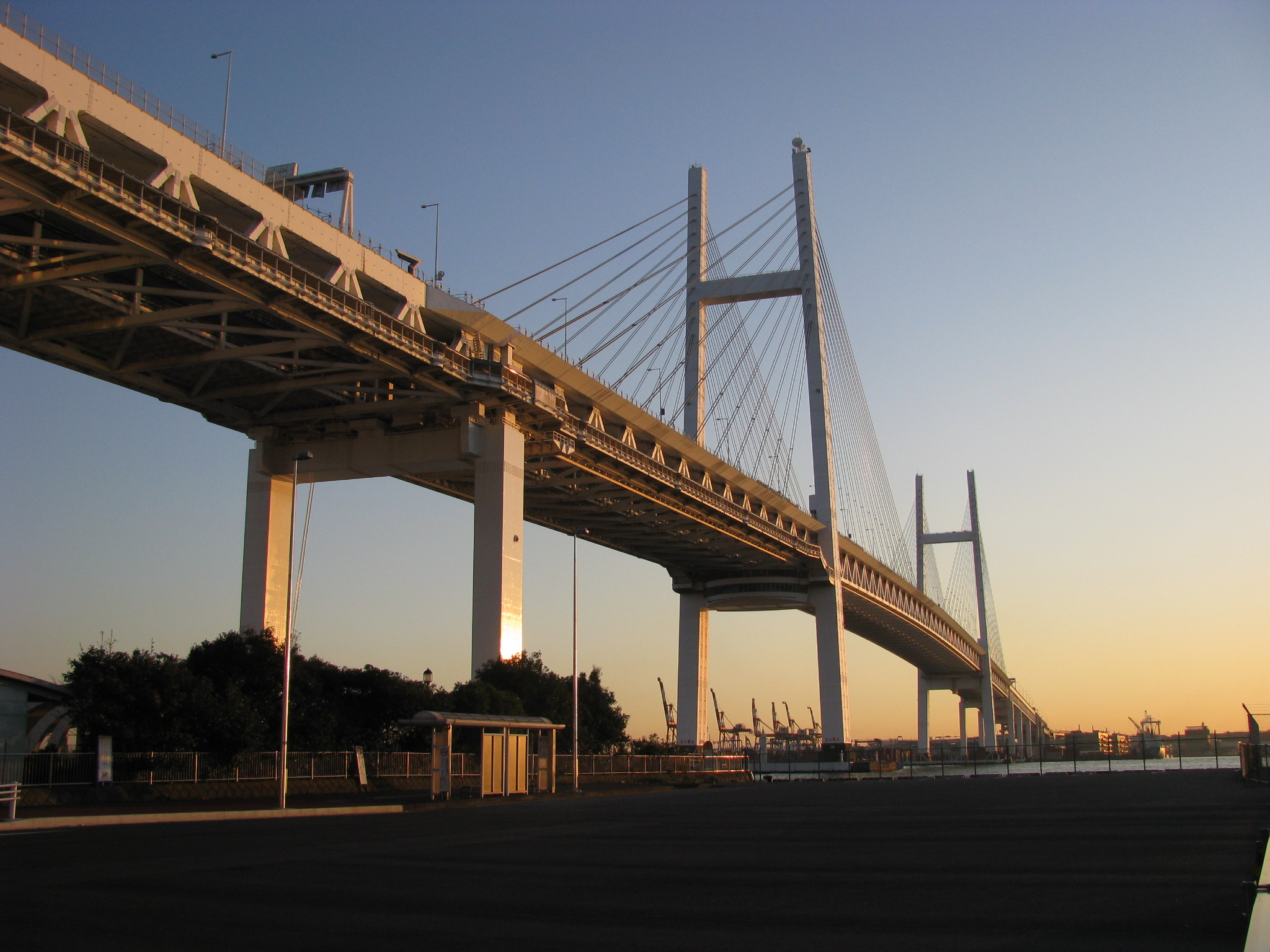
요코하마 베이브리지

요코하마 베이브리지(일본어: 横浜ベイブリッジ)는 요코하마시에 있는 총 850m 길이의 다리이다. 그러나 이 교량은 상층부는 수도고속도로 완간 선을 전용하고 있고, 하층부는 일반 국도인 357번 국도로 전용하고 있어, 이는 대한민국의 영종대교와 외형이 비슷하다. 구조상으로 볼 때 사장교 형태를 띈다.

## 역사
- 1964년 요코하마시 항만국을 중심으로 조사 시작
- 1969년 건설성 조사가 시작되었다.
- 1977년 8월 도시 계획 결정(쓰루미 구 오기 시마~중구 치도리 마치)
- 1980년 11월 착공
- 1989년 9월 27일 상부의 수도 고속 도로 완간 선이 개통되었다.
- 1998년 베이 브리지 일반부 사업 착수
- 2004년 4월 24일 하층부의 국도 357호가 개통
  - 하층은 잠정 2차로(계획 6차선)이며 제한 속도는 50km/h. 사실상 자동차 전용 도로 의 취급이다.

## 갤러리

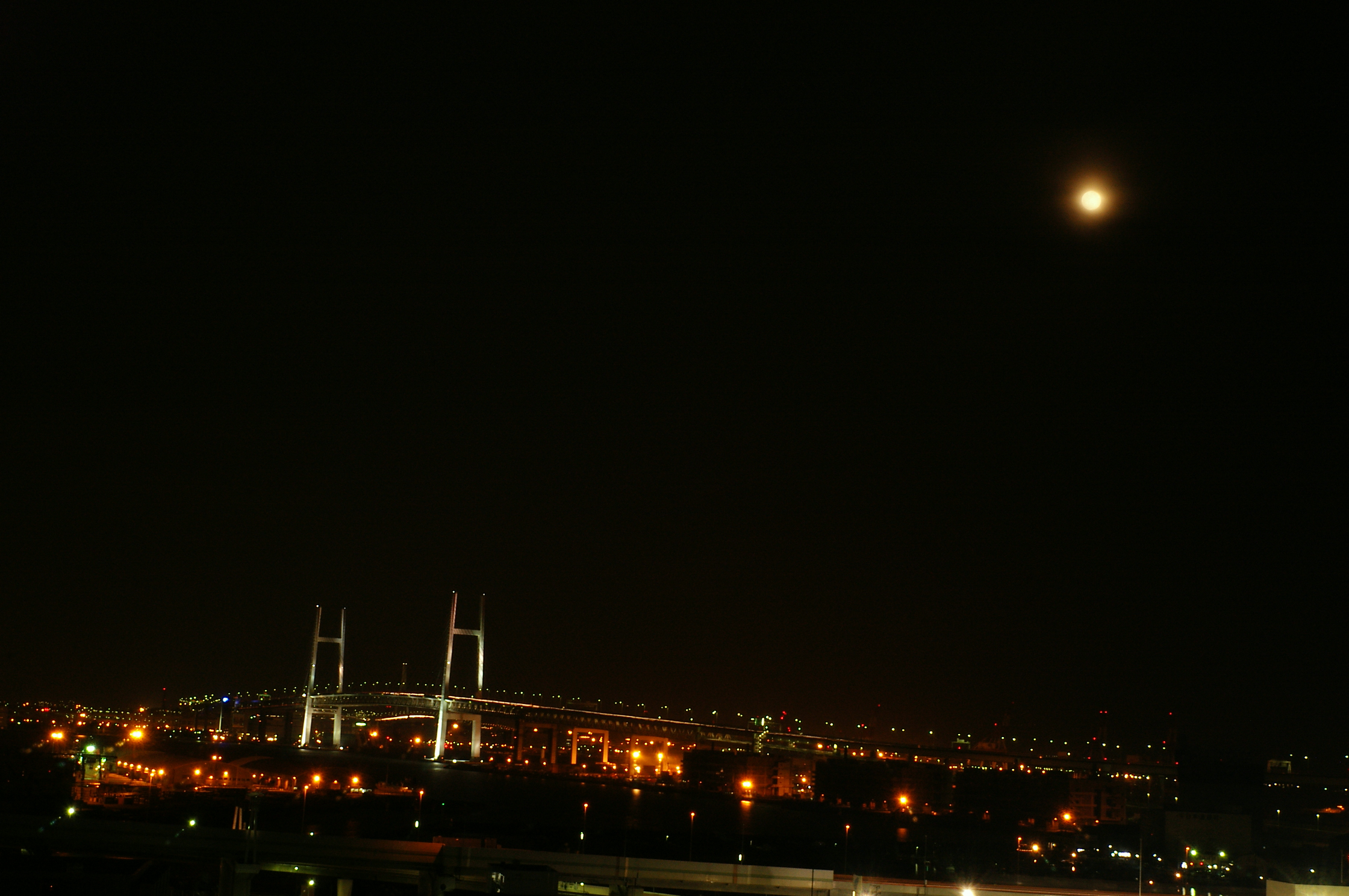
港の見える丘公園より
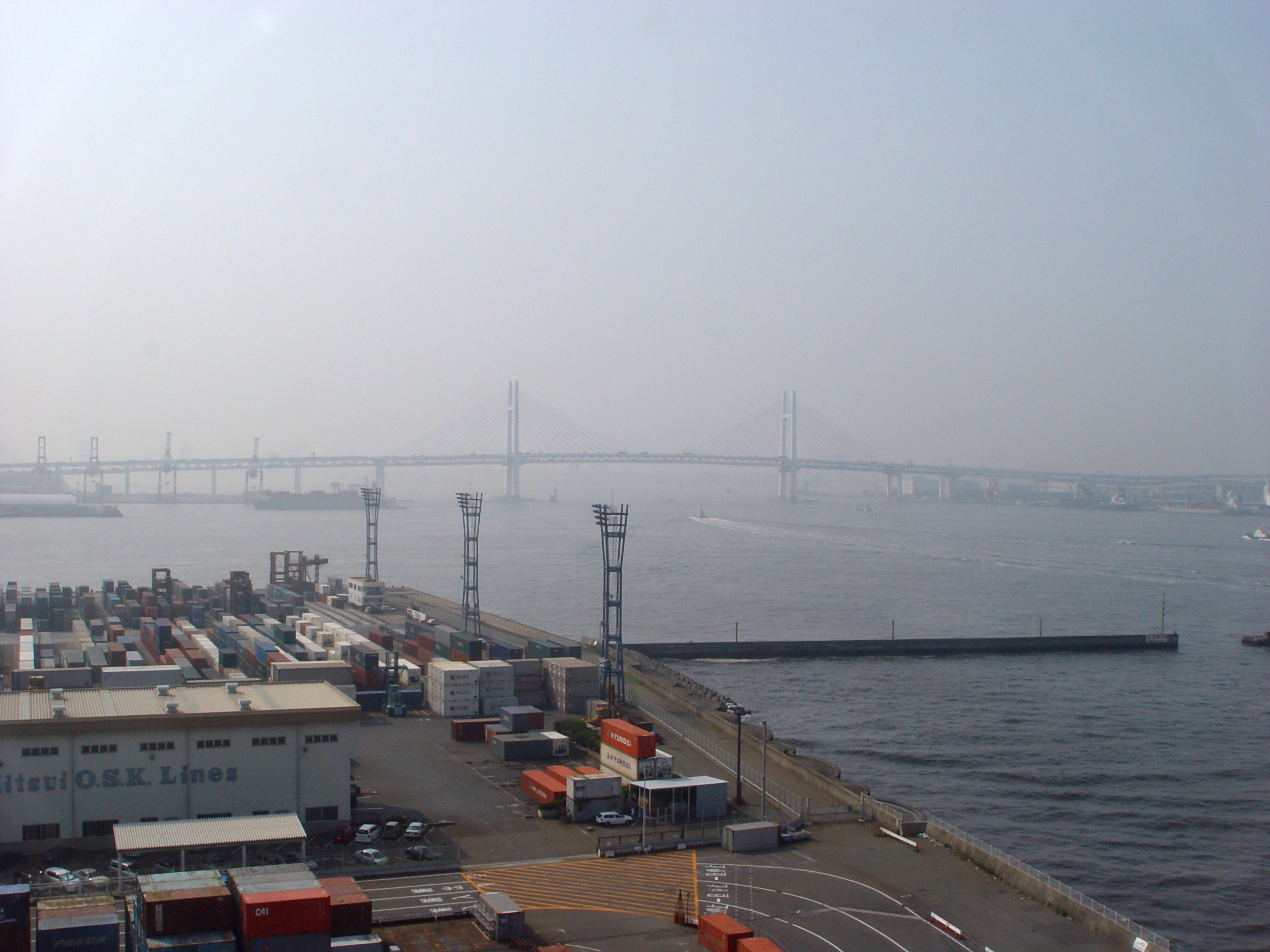
横浜港シンボルタワーより
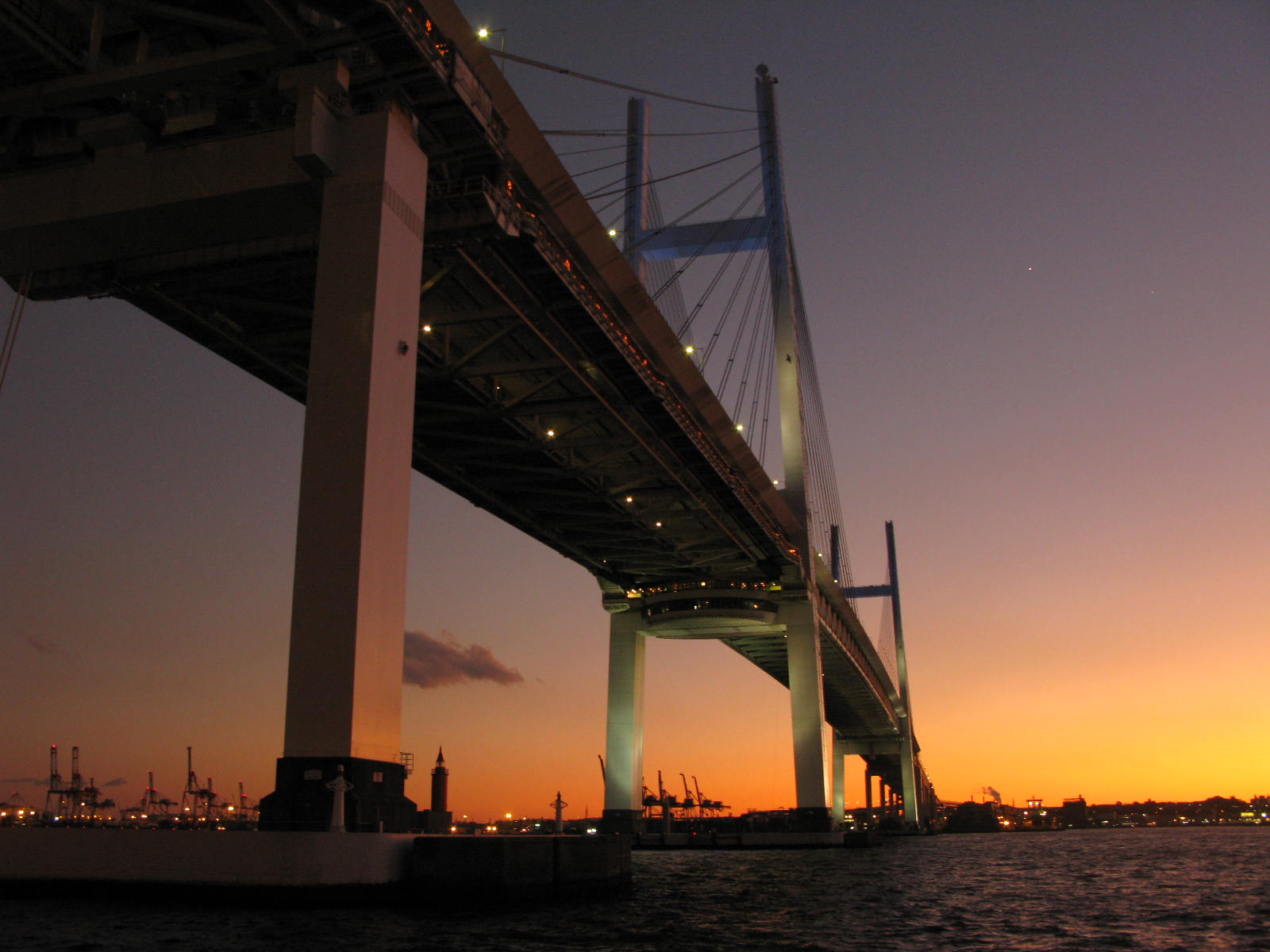
大黒ふ頭より
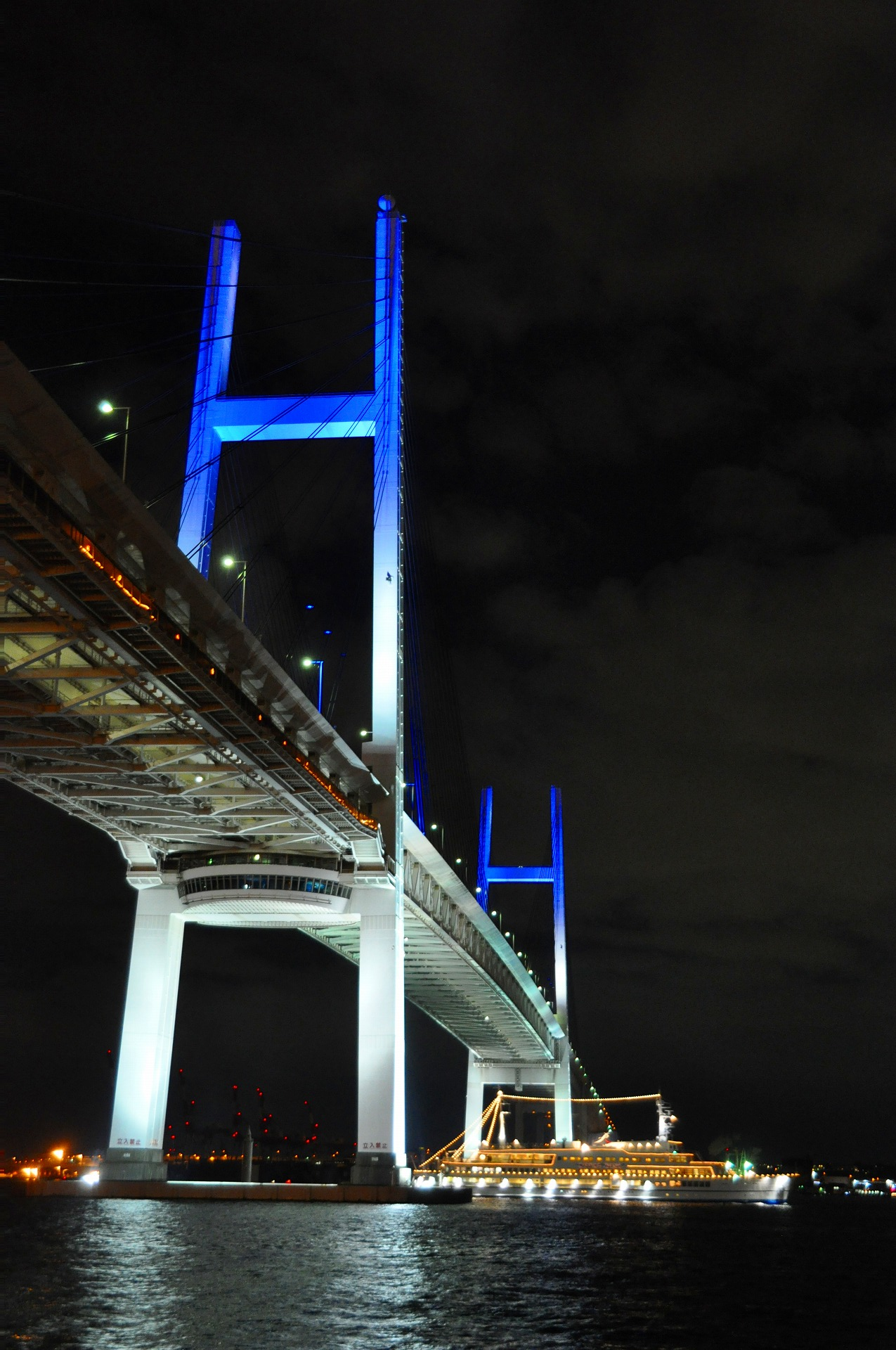
夜のライトアップ 大黒ふ頭より
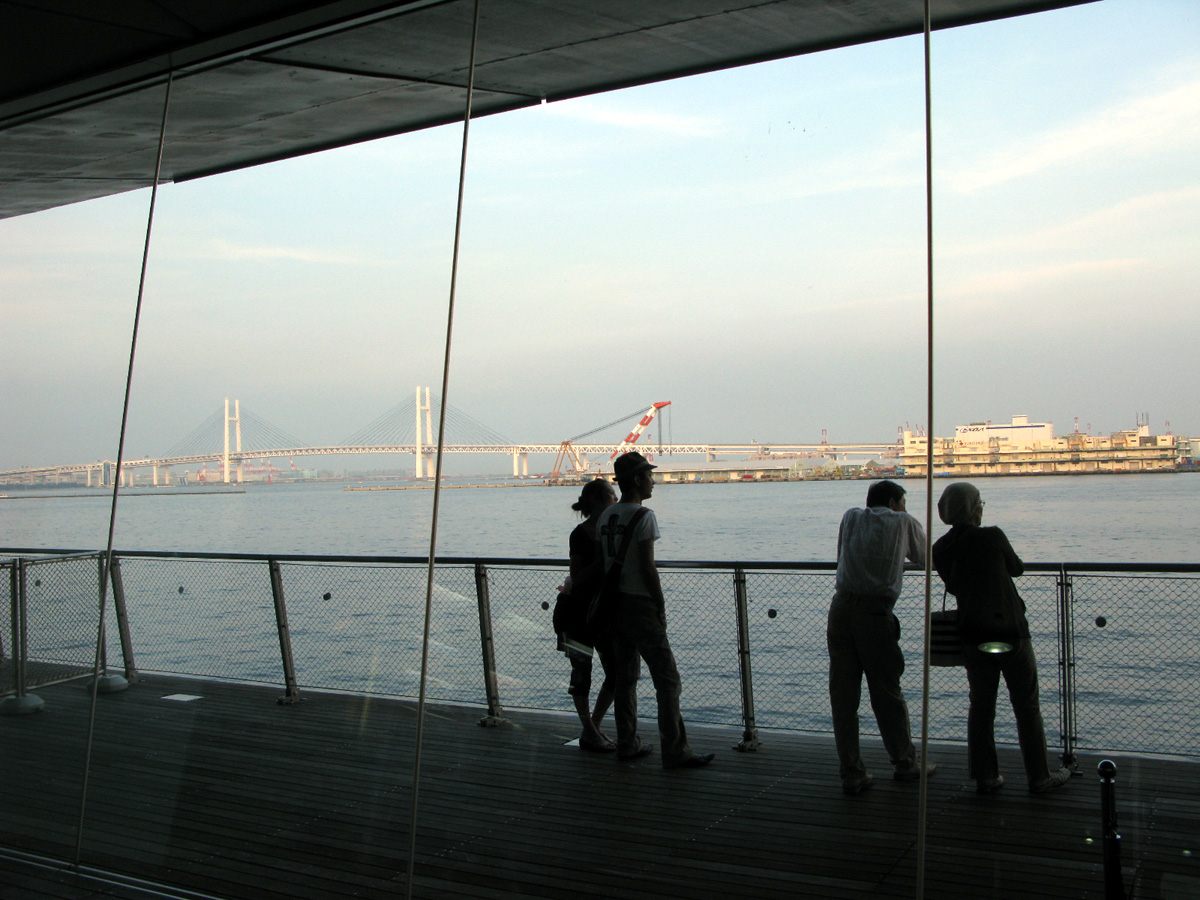
大さん橋より
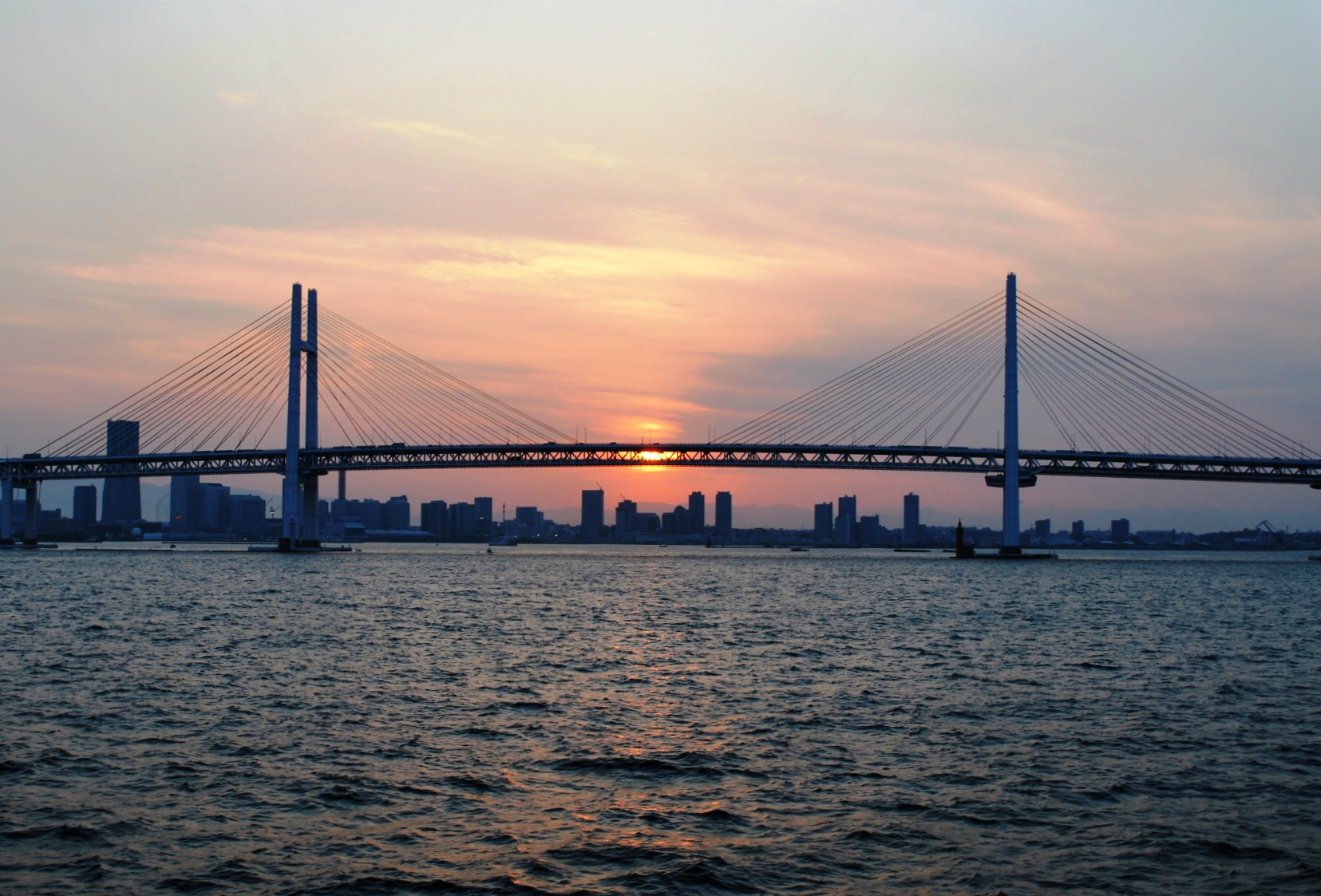
海上より
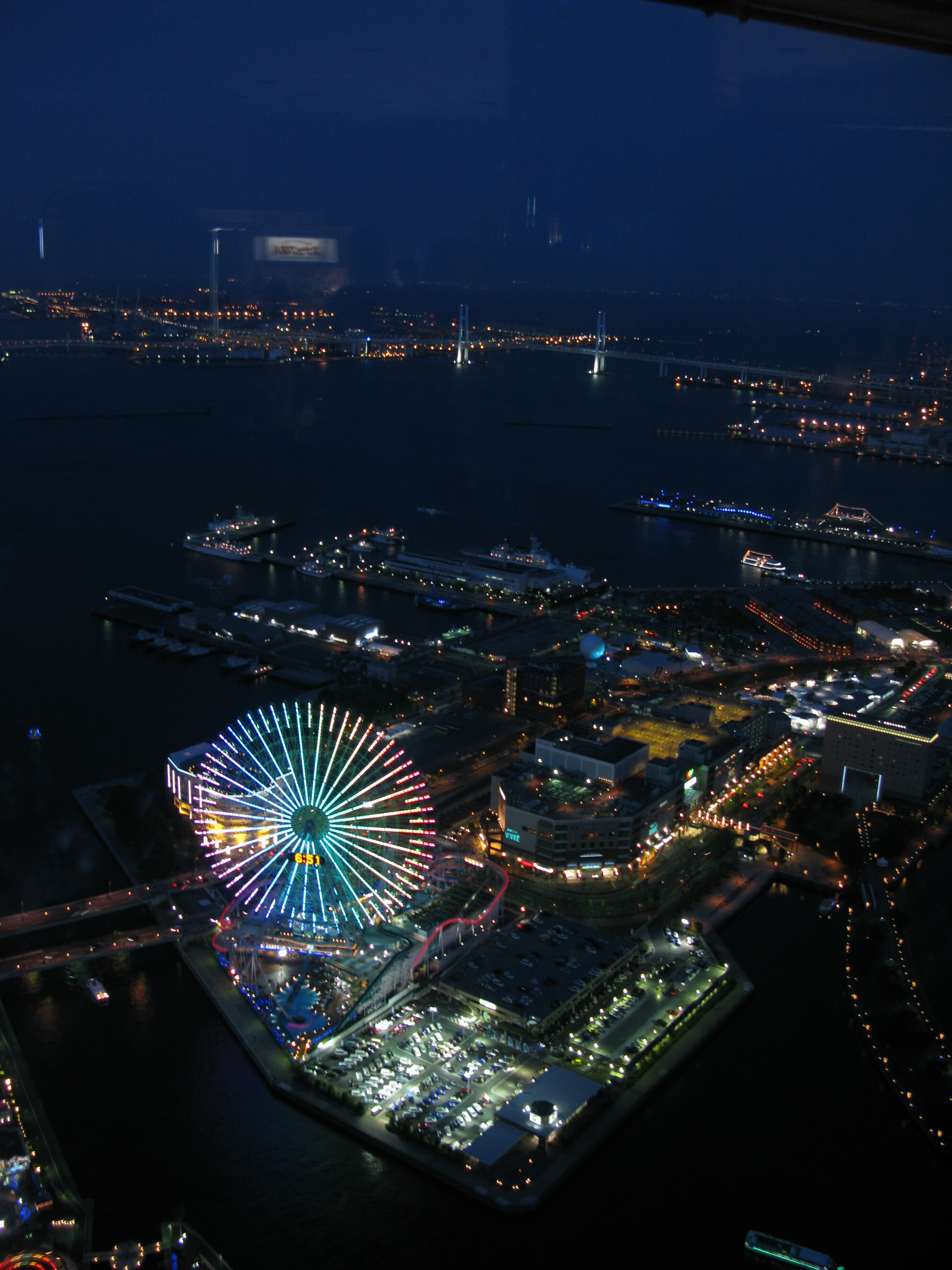
横浜ランドマークタワーより（夜）。手前は大観覧車。
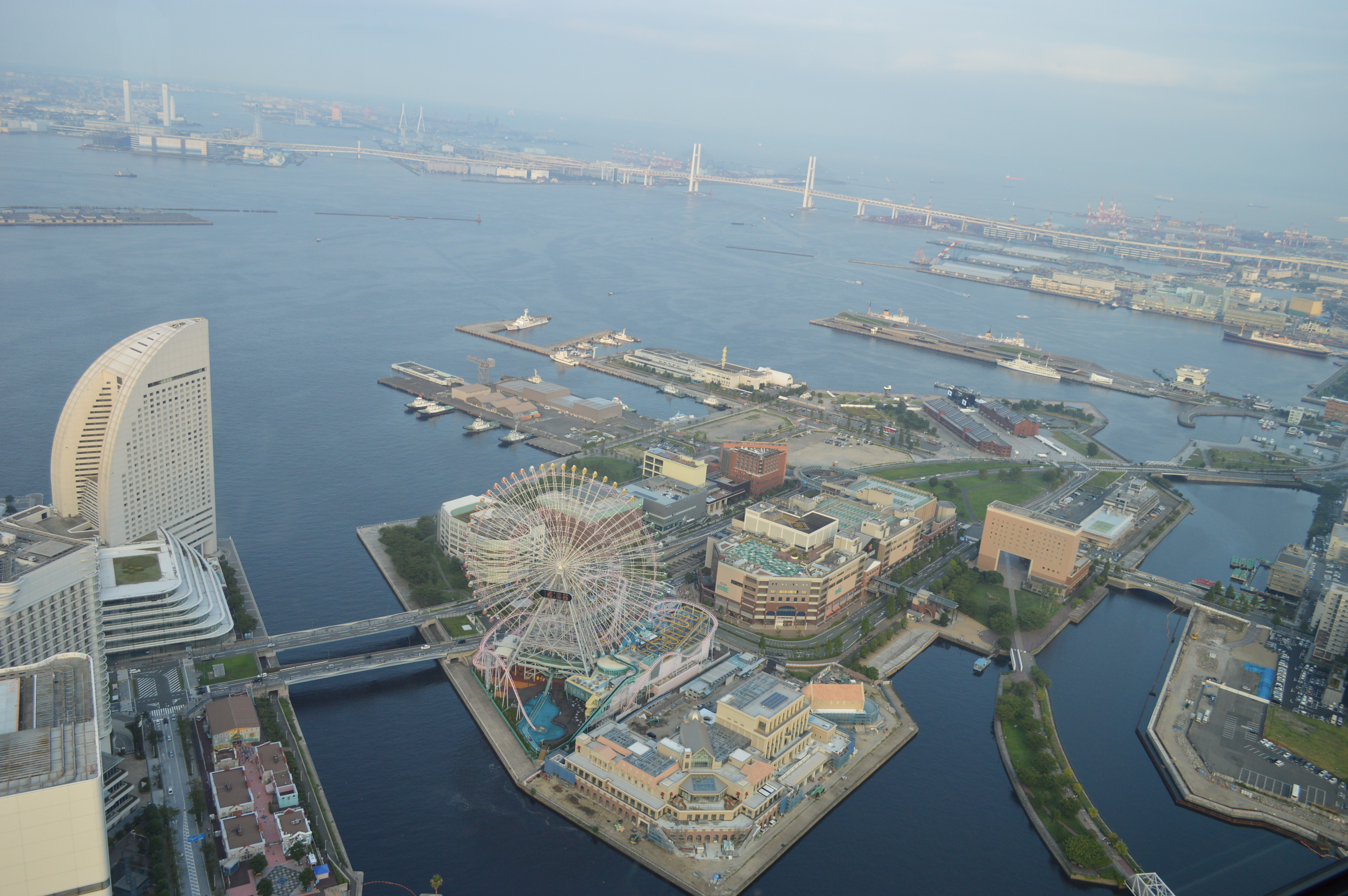
横浜ランドマークタワーの展望台より（昼間）
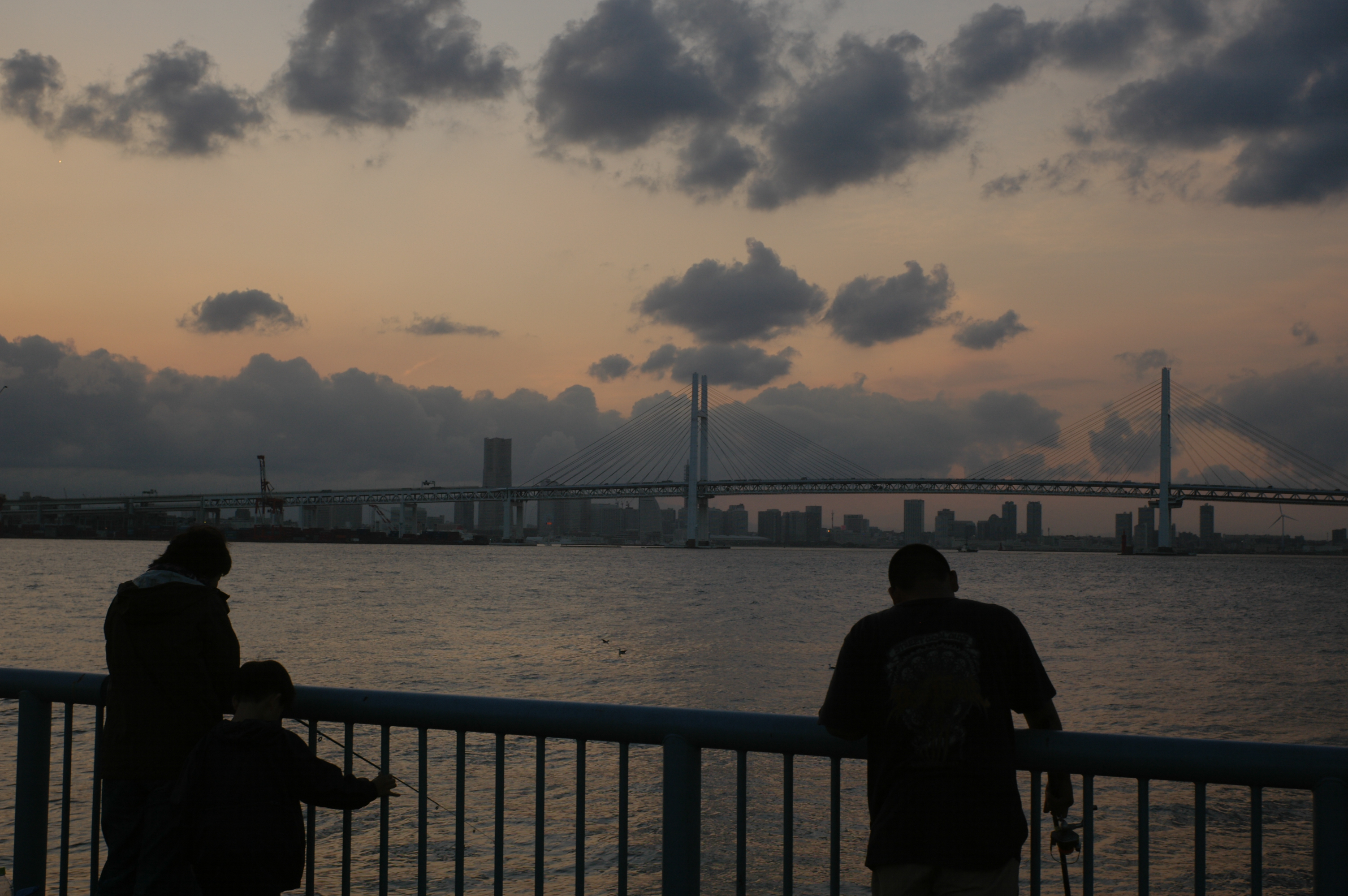
大黒海釣り公園より
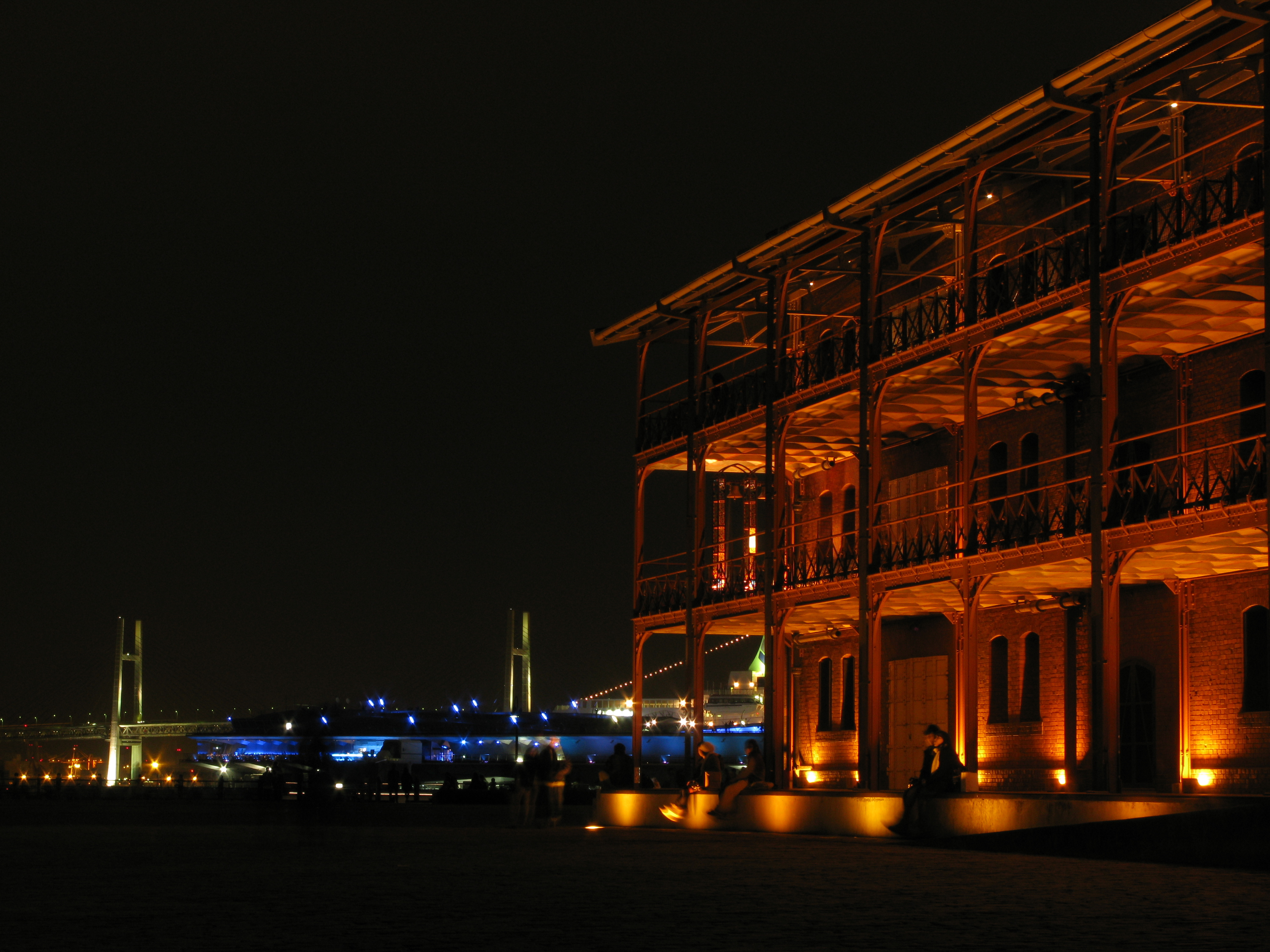
横浜赤レンガ倉庫より
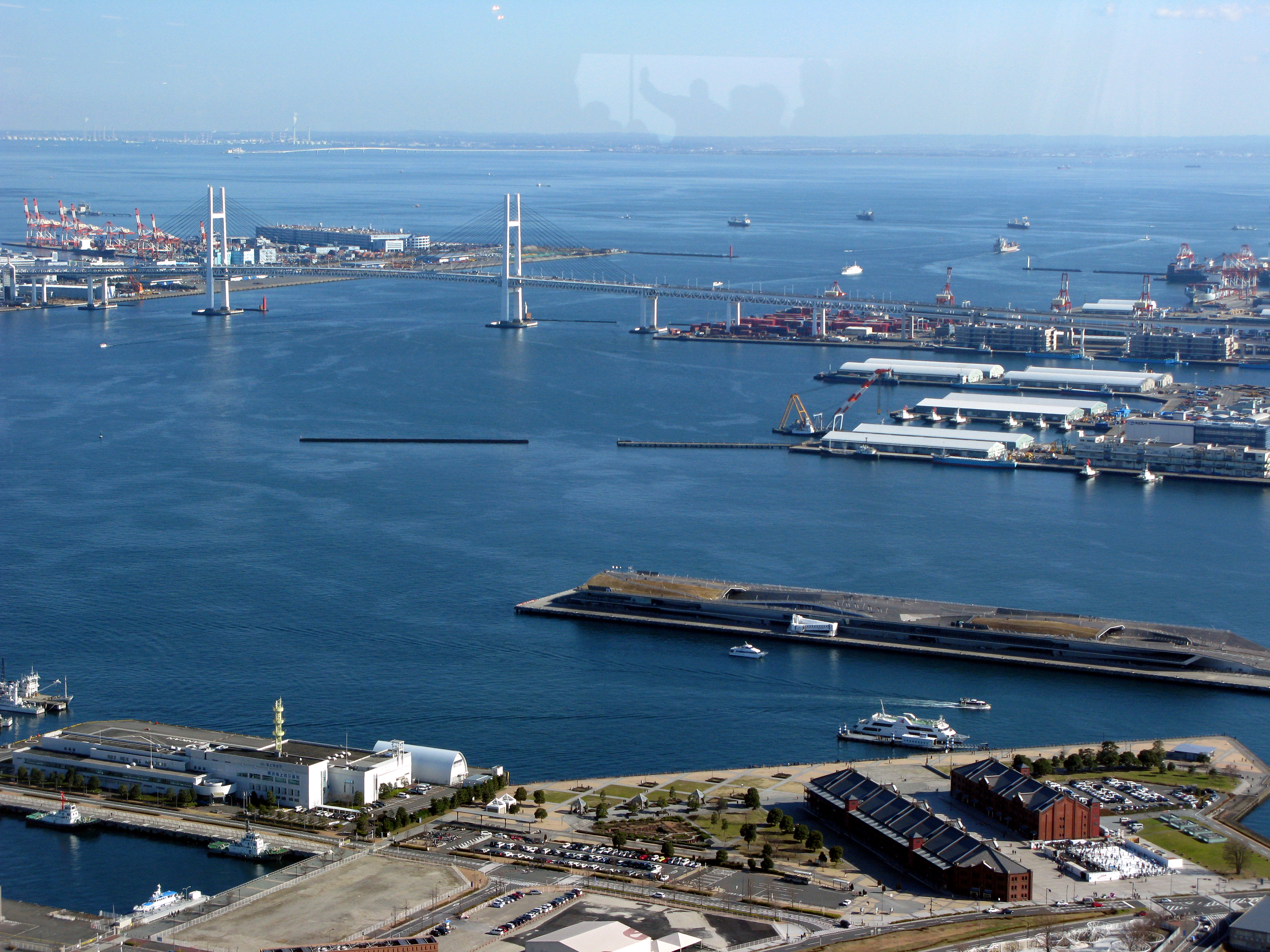
横浜ランドマークタワーより。右手前は横浜赤レンガ倉庫。
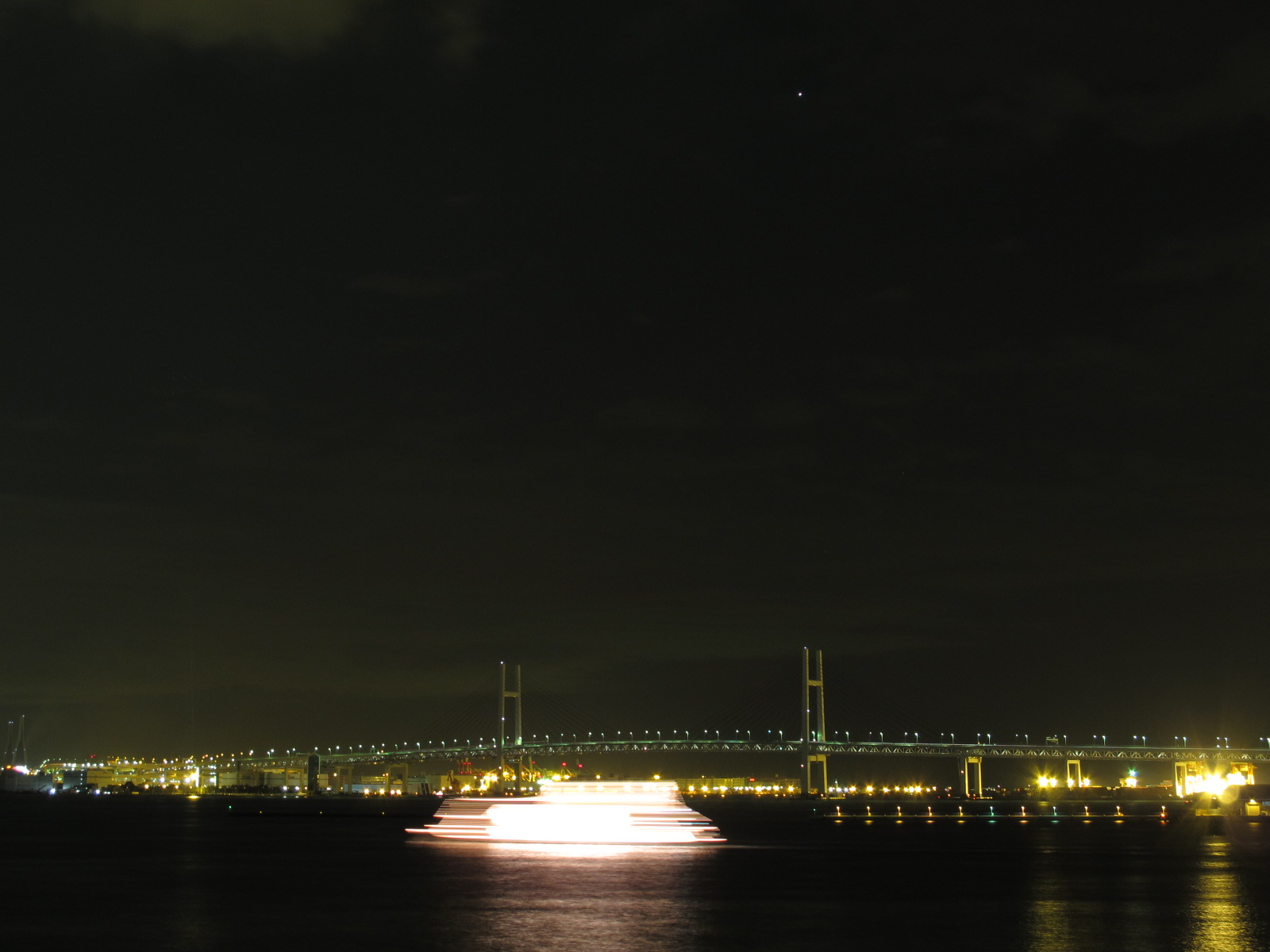
大さん橋より。手前はディナークルーズ船。
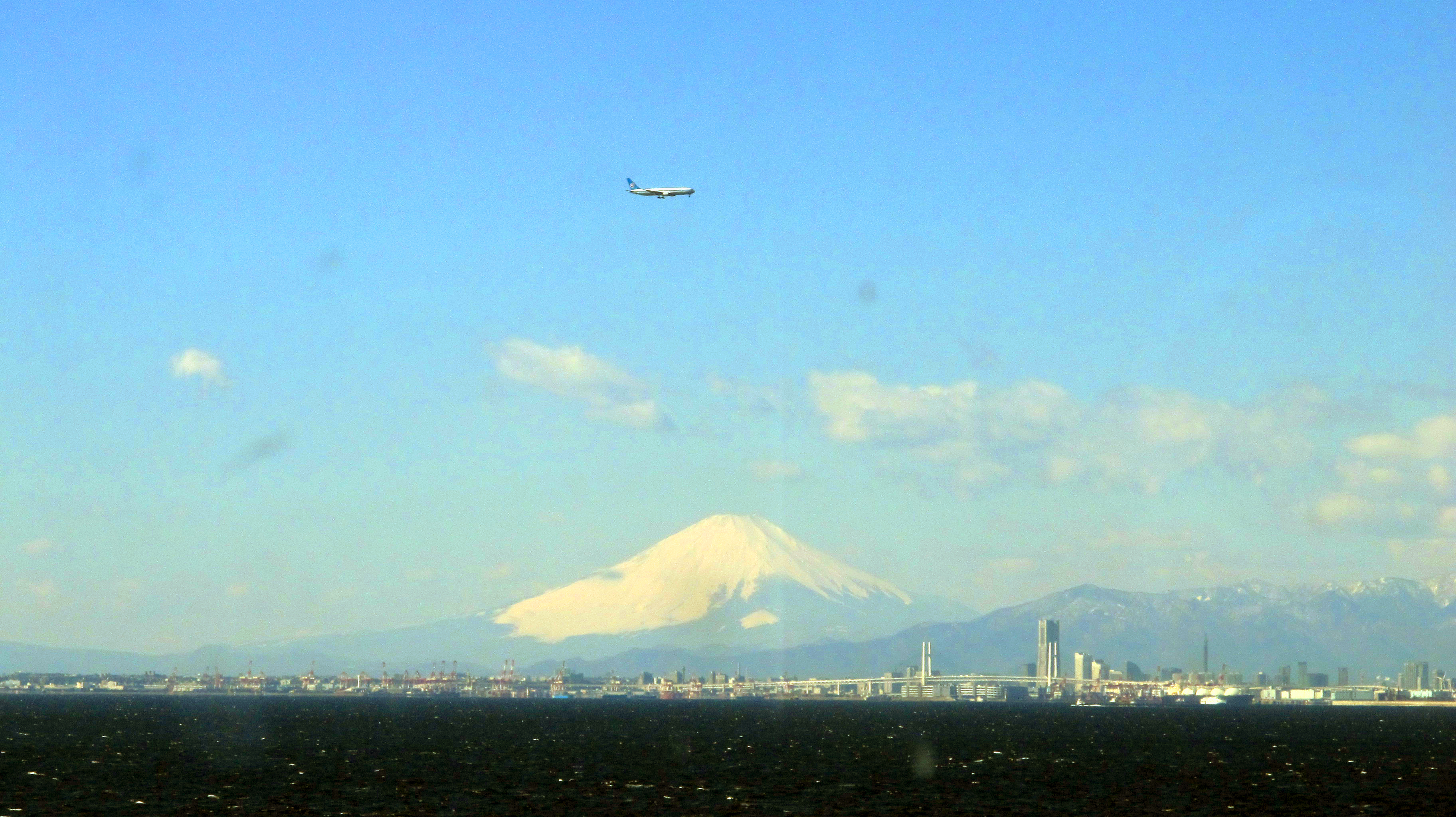
海ほたるパーキングエリアより。
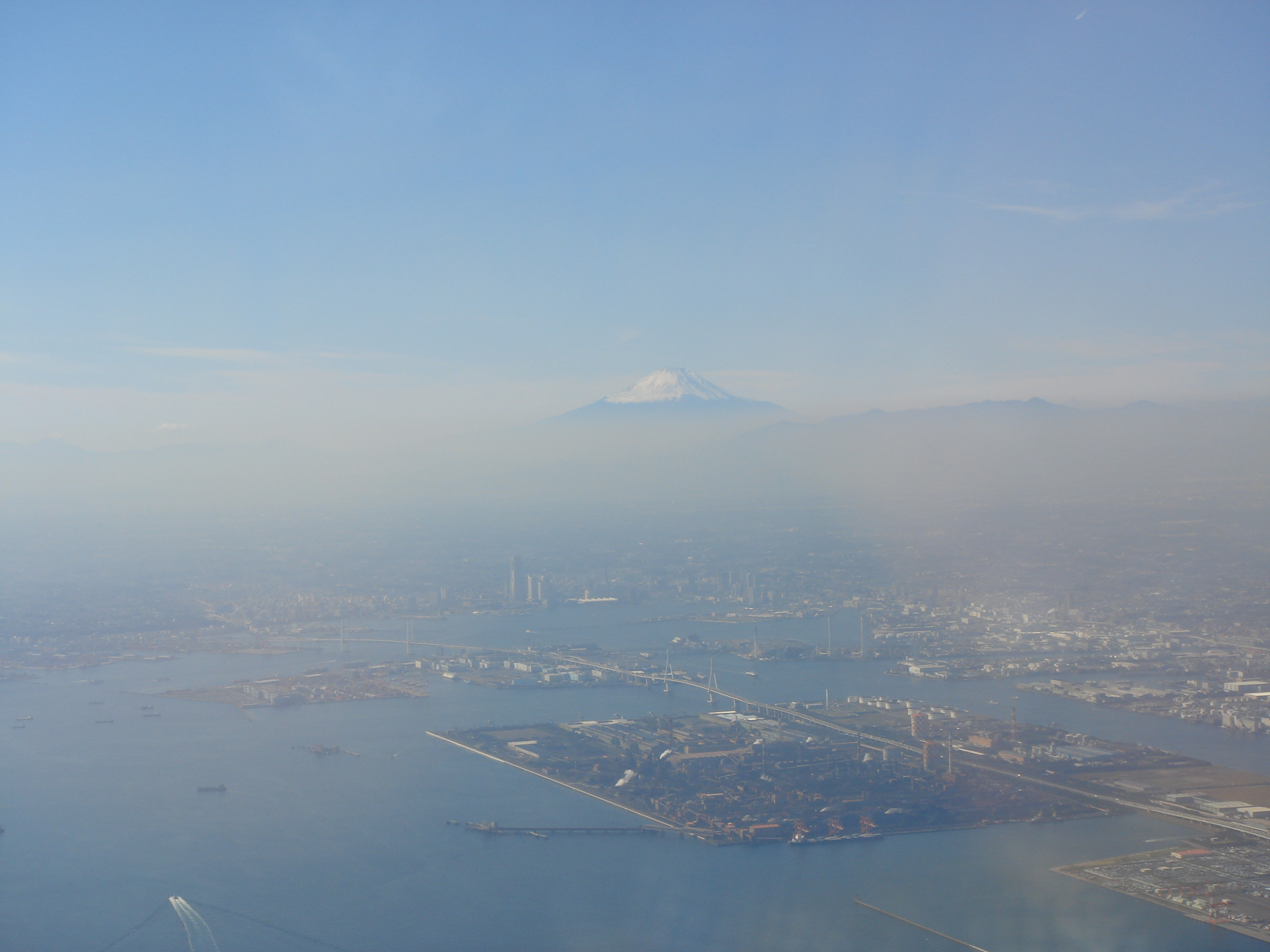
横浜ランドマークタワーと富士山空撮。 （東京湾上空より）
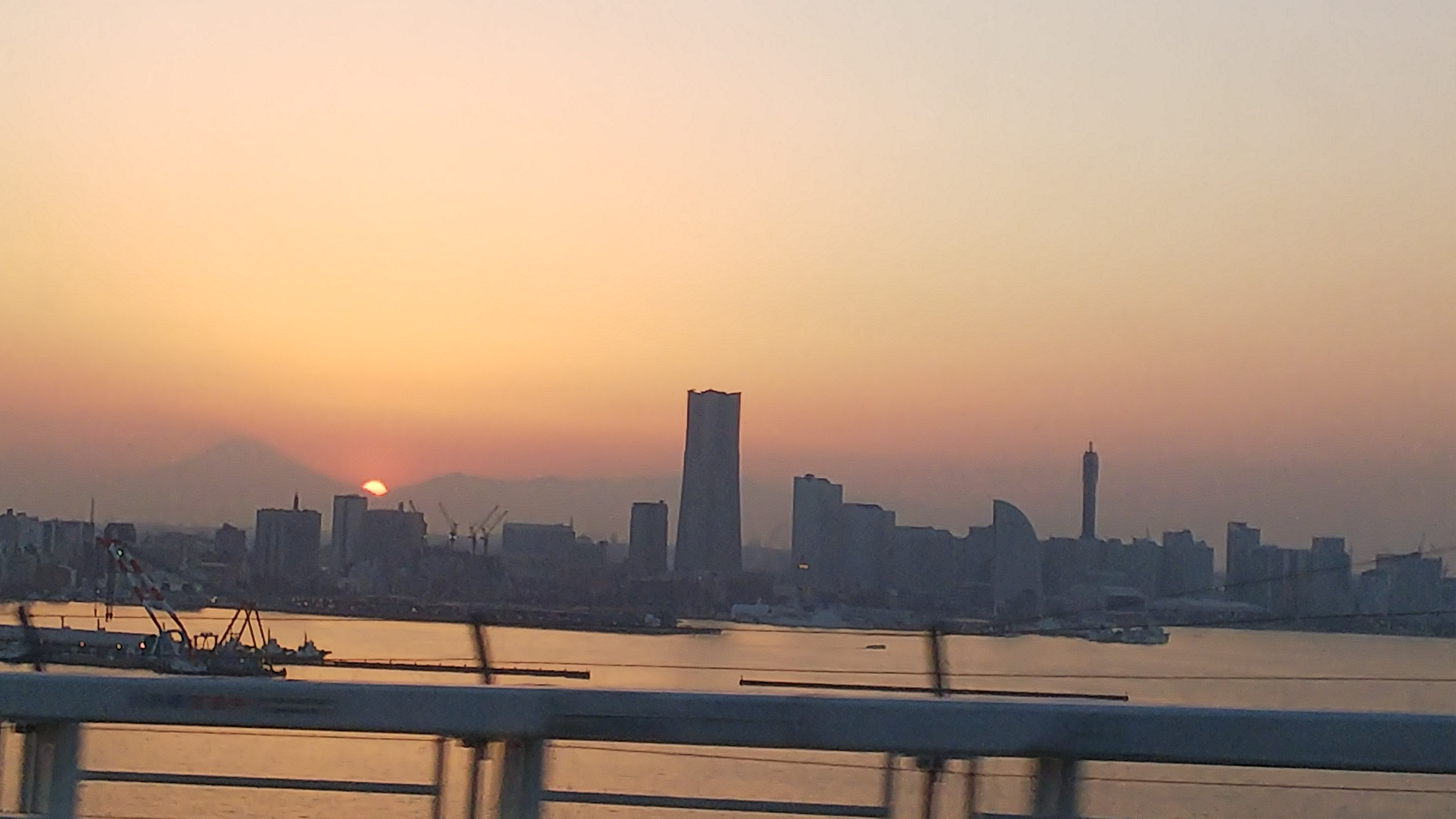
横浜ベイブリッジから見る夕日
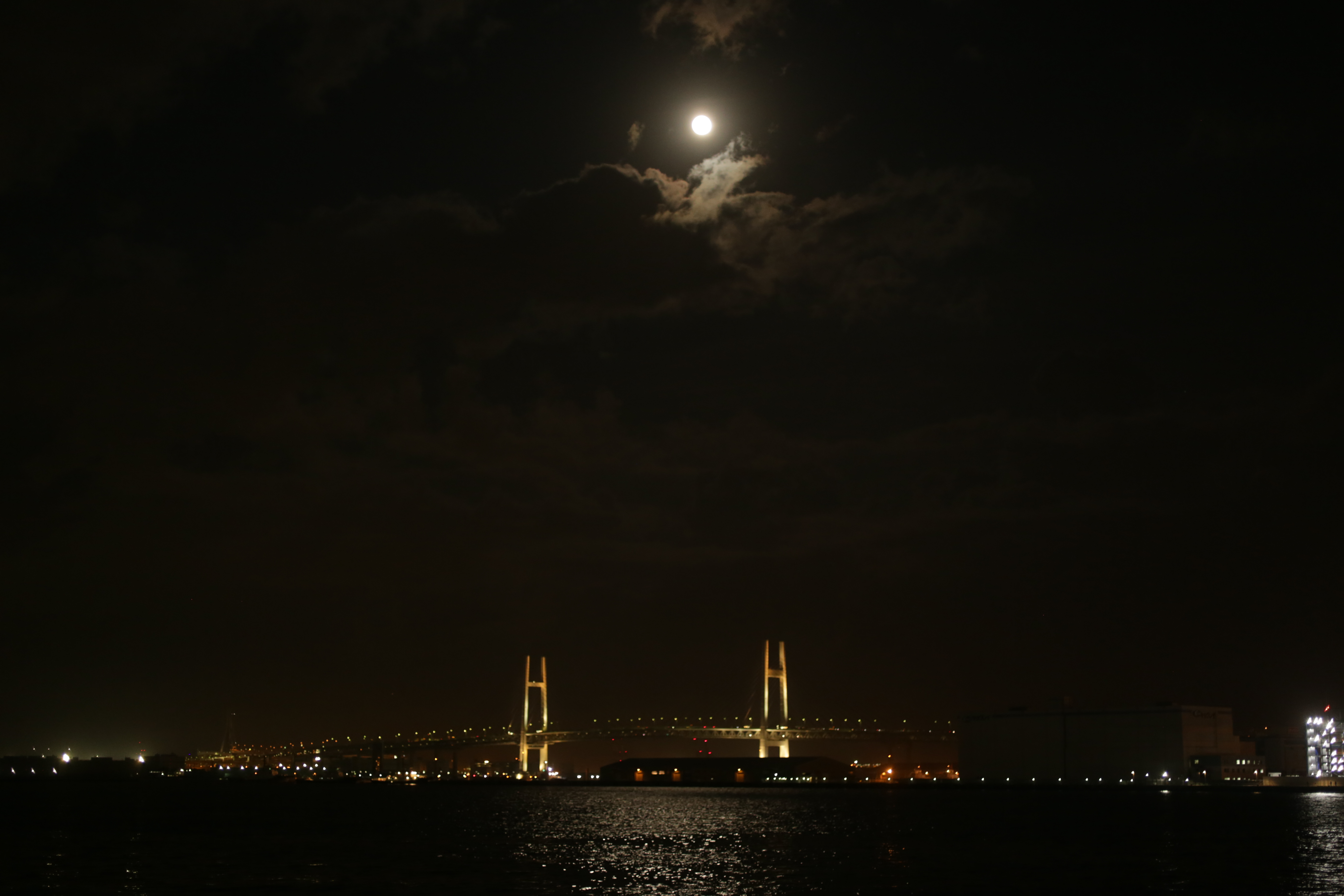
山下公園から月と一緒に